# Thứ trưởng Bộ Ngoại giao (Việt Nam)
Thứ trưởng Bộ Ngoại giao Việt Nam là quan chức cấp cao của Bộ Ngoại giao, do Thủ tướng Chính phủ bổ nhiệm. Trong đó, có một số Thứ trưởng là Ủy viên Ban Chấp hành Trung ương Đảng, một Thứ trưởng kiêm Chủ nhiệm Ủy ban Biên giới Quốc gia, một Thứ trưởng kiêm Chủ nhiệm Ủy ban Nhà nước về Người Việt Nam ở nước ngoài. Một số Thứ trưởng Bộ Ngoại giao được bổ nhiệm làm Đại sứ Đặc mệnh toàn quyền Việt Nam tại một số địa bàn trọng điểm như Mỹ, Nga, Trung Quốc, Campuchia, Lào, Nhật Bản và Đại sứ, Trưởng Phái đoàn Đại diện Thường trực tại Liên Hợp Quốc.

## Điều kiện trở thành Thứ trưởng Bộ Ngoại giao
Một công dân của Việt Nam từ 30 tuổi hoặc cao hơn có thể trở thành một ứng viên Thứ trưởng. Ứng viên Thứ trưởng phải đủ những điều kiện sau đây:
- Là Đảng viên Đảng Cộng sản Việt Nam;
- Có quốc tịch Việt Nam;
- Tốt nghiệp Thạc sĩ trở lên;
- Đã phục vụ trong ngành từ 10 năm trở lên;

## Thứ trưởng qua các thời kỳ
| Họ tên (năm sinh–năm mất)                  | Thời gian đảm nhiệm           | Bộ trưởng                                     | Chức vụ cao nhất                                                                                           | Ghi chú |
| ------------------------------------------ | ----------------------------- | --------------------------------------------- | --- | --- |
| Hoàng Minh Giám (1904–1995)                | 1946–1947                     | Hồ Chí Minh                                   | - Phó Tổng Thư ký Đảng Xã hội Việt Nam - Chủ nhiệm Ủy ban Đối ngoại của Quốc hội - Bộ trưởng Bộ Ngoại giao | [ 3 ] |
| Ung Văn Khiêm (1910–1991)                  | 1955–1960                     | Phạm Văn Đồng                                 | - Ủy viên Trung ương Đảng - Trưởng ban Đối ngoại Trung ương - Bộ trưởng Bộ Ngoại giao                      | [ 4 ] |
| Nguyễn Cơ Thạch (1921–1998)                | 1960–1979                     | Ung Văn Khiêm Xuân Thủy Nguyễn Duy Trinh      | - Ủy viên Bộ Chính trị - Phó Thủ tướng Chính phủ - Bộ trưởng Bộ Ngoại giao                                 | [ 5 ] |
| Hoàng Lương (1926–2015)                    | 1965–1971                     | Nguyễn Duy Trinh                              | Thứ trưởng Bộ Ngoại giao                                                                                   | - Nguyên Đại sứ tại Ba Lan - Nguyên Đại sứ tại Hungary - Nguyên Đại sứ tại Cuba |
| Hoàng Bích Sơn (1924–2000)                 | 1969–1976                     | Nguyễn Thị Bình                               | - Ủy viên Trung ương Đảng - Trưởng Ban Đối ngoại Trung ương - Chủ nhiệm Ủy ban Đối ngoại của Quốc hội      | Thứ trưởng Bộ Ngoại giao Cộng hòa Miền Nam Việt Nam |
| Thiếu tướng Võ Đông Giang (1923–1998)      | 1977–1983                     | Nguyễn Duy Trinh Nguyễn Cơ Thạch              | Bộ trưởng Biệt phái Bộ Ngoại giao                                                                          | Nguyên Đại sứ tại CHND Campuchia (1979–1983) |
| Thiếu tướng Hoàng Anh Tuấn (1925–2015)     | 1980–1988                     | Nguyễn Cơ Thạch                               | Thứ trưởng Bộ Ngoại giao                                                                                   | Nguyên Đại sứ tại Ấn Độ (1985–1988) |
| Đại tá Hà Văn Lâu (1918–2016)              | 1982–1991                     | Nguyễn Cơ Thạch                               | Thứ trưởng Bộ Ngoại giao                                                                                   | - Nguyên Đại sứ tại Cuba (1974–1978) - Nguyên Đại sứ tại Pháp (1984–?) - Nguyên Đại sứ, Trưởng Phái đoàn Đại diện Thường trực Việt Nam tại Liên Hợp Quốc |
| Trần Quang Cơ (1927–2015)                  | 1986–1997                     | Nguyễn Cơ Thạch Nguyễn Mạnh Cầm               | - Ủy viên Trung ương Đảng - Thứ trưởng Bộ Ngoại giao                                                       | Nguyên Đại sứ tại Thái Lan (1982–1986) |
| Nguyễn Dy Niên (1935–)                     | 1987–2000                     | Nguyễn Cơ Thạch Nguyễn Mạnh Cầm               | - Ủy viên Trung ương Đảng - Bộ trưởng Bộ Ngoại giao                                                        | |
| Vũ Khoan (1937–2023)                       | 1990–2000                     | Nguyễn Cơ Thạch Nguyễn Mạnh Cầm               | - Bí thư Trung ương Đảng - Bộ trưởng Bộ Thương mại - Phó Thủ tướng                                         | Nguyên Tham tán Công sứ tại Liên Xô (?–1982) |
| Lê Mai (1940–1996)                         | 1990–1996                     | Nguyễn Cơ Thạch Nguyễn Mạnh Cầm               | - Ủy viên Trung ương Đảng - Thứ trưởng Bộ Ngoại giao                                                       | Nguyên Đại sứ tại Thái Lan (1986–1990) |
| Nguyễn Tâm Chiến (1948–)                   | 1997–2008                     | Nguyễn Mạnh Cầm Nguyễn Dy Niên Phạm Gia Khiêm | Thứ trưởng Bộ Ngoại giao                                                                                   | - Nguyên Đại sứ tại Nhật Bản (1992–1995) - Nguyên Đại sứ tại Mỹ (2001–2007) |
| Nguyễn Văn Ngạnh (?–)                      | 1997–2007                     | Nguyễn Mạnh Cầm Nguyễn Dy Niên Phạm Gia Khiêm | Thứ trưởng Bộ Ngoại giao                                                                                   | Nguyên Đại sứ tại Nga (2002–2007) |
| Chu Tuấn Cáp (1943–2017)                   | 1998–2003                     | Nguyễn Mạnh Cầm Nguyễn Dy Niên                | Thứ trưởng Bộ Ngoại giao                                                                                   | - Nguyên Đại sứ tại Đức (1994–1997) - Nguyên Đại sứ tại Thụy Sĩ - Nguyên Đại sứ tại Nhật Bản (2003–2007) |
| Nguyễn Đình Bin (1944–)                    | 2000–2008                     | Nguyễn Dy Niên Phạm Gia Khiêm                 | - Ủy viên Trung ương Đảng - Thứ trưởng Bộ Ngoại giao                                                       | - Nguyên Đại sứ tại Cuba - Nguyên Đại sứ tại Nicaragua - Nguyên Đại sứ tại Pháp |
| Lê Công Phụng (1948–)                      | 2001–2007                     | Nguyễn Dy Niên Phạm Gia Khiêm                 | Thứ trưởng Bộ Ngoại giao                                                                                   | - Nguyên Đại sứ tại Thái Lan (1993–1997) - Nguyên Đại sứ tại Mỹ (2008–2011) |
| Lê Văn Bàng (1947–)                        | 2002–2007                     | Nguyễn Dy Niên Phạm Gia Khiêm                 | Thứ trưởng Bộ Ngoại giao                                                                                   | - Nguyên Đại sứ, Trưởng Phái đoàn Đại diện Thường trực Việt Nam tại Liên Hợp Quốc (1993–1995) - Nguyên Đại sứ tại Mỹ (1995–2001) |
| Nguyễn Phú Bình (1948–)                    | 2002–2008 2011–2012           | Nguyễn Dy Niên Phạm Gia Khiêm Phạm Bình Minh  | Thứ trưởng Bộ Ngoại giao                                                                                   | - Nguyên Đại sứ tại Hàn Quốc - Nguyên Đại sứ tại Nhật Bản |
| Vũ Dũng (1949–2017)                        | 2004–2009                     | Nguyễn Dy Niên Phạm Gia Khiêm                 | Thứ trưởng Bộ Ngoại giao                                                                                   | - Nguyên Đại sứ tại Nhật Bản (2001–2003) - Nguyên Trợ lý Tổng Bí thư |
| Nguyễn Văn Thơ (1953–)                     | 2007–2015                     | Phạm Gia Khiêm Phạm Bình Minh                 | Thứ trưởng Bộ Ngoại giao                                                                                   | - Tổng Lãnh sự tại Sydney, Úc (2000–2004) - Nguyên Đại sứ tại Trung Quốc |
| Thạc sĩ Phạm Bình Minh (1959–)             | 2007–2011                     | Phạm Gia Khiêm                                | - Ủy viên Bộ Chính trị - Phó Thủ tướng Thường trực Chính phủ - Bộ trưởng Bộ Ngoại giao                     | - Nguyên Đại sứ, Phó Trưởng Phái đoàn Đại diện Thường trực Việt Nam bên cạnh Liên Hợp Quốc (1999–2001) - Nguyên Công sứ tại Mỹ (2001–2003) |
| Đào Việt Trung (1959–)                     | 2007–2011                     | Phạm Gia Khiêm                                | - Ủy viên Trung ương Đảng - Chủ nhiệm Văn phòng Chủ tịch nước                                              | Nguyên Tham tán Công sứ tại Thái Lan |
| Lê Lương Minh (1952–)                      | 2008–2013                     | Phạm Gia Khiêm Phạm Bình Minh                 | Thứ trưởng Bộ Ngoại giao                                                                                   | - Nguyên Đại sứ, Trưởng Phái đoàn Đại diện Thường trực Việt Nam bên cạnh Liên Hợp Quốc (1995–1997) - Nguyên Đại sứ, Trưởng Phái đoàn Đại diện Thường trực Việt Nam tại Liên Hợp Quốc (2004–2011) - Nguyên Chủ tịch luân phiên của Hội đồng Bảo an Liên Hợp Quốc (2008 và 2009) - Nguyên Tổng Thư ký ASEAN (2013–2017) |
| Hồ Xuân Sơn (1956–)                        | 2008–2016                     | Phạm Gia Khiêm Phạm Bình Minh                 | - Ủy viên Trung ương Đảng - Thứ trưởng Bộ Ngoại giao                                                       | - Nguyên Tham tán Công sứ tại Trung Quốc - Nguyên Tổng Lãnh sự tại Hồng Kông, Trung Quốc (?–2007) - Nguyên Tổng Lãnh sự tại San Francisco, Mỹ (2016–2019) |
| Đoàn Xuân Hưng (1957–)                     | 2008–2019                     | Phạm Gia Khiêm Phạm Bình Minh                 | Thứ trưởng Bộ Ngoại giao                                                                                   | - Nguyên Tham tán Công sứ tại Mỹ (1997–2001) - Nguyên Đại sứ tại Nhật Bản (2012–2015) - Nguyên Đại sứ tại Đức (2015–2019) |
| Nguyễn Thanh Sơn (1957–)                   | 2008–2014                     | Phạm Gia Khiêm Phạm Bình Minh                 | Thứ trưởng Bộ Ngoại giao                                                                                   | Nguyên Đại sứ tại Nga (2014–2018) |
| Thạc sĩ Nguyễn Quốc Cường (1959–)          | 2008–2011 2014–2015 2018–2019 | Phạm Gia Khiêm Phạm Bình Minh                 | Thứ trưởng Bộ Ngoại giao                                                                                   | - Nguyên Tham tán Công sứ tại Canada (2002–2005) - Nguyên Đại sứ tại Mỹ (2011–2014) - Nguyên Đại sứ tại Nhật Bản (2015–2018) |
| Thạc sĩ Bùi Thanh Sơn (1962–)              | 2009–2011 2015–2021           | Phạm Gia Khiêm Phạm Bình Minh                 | - Ủy viên Trung ương Đảng - Bộ trưởng Bộ Ngoại giao                                                        | Nguyên Tham tán Công sứ tại Singapore (2000–2003) |
| Tiến sĩ Lê Hoài Trung (1961–)              | 2010–2011 2014–2021           | Phạm Gia Khiêm Phạm Bình Minh                 | - Ủy viên Trung ương Đảng - Trưởng Ban Đối ngoại Trung ương                                                | Nguyên Đại sứ, Trưởng Phái đoàn đại diện thường trực Việt Nam tại Liên Hợp Quốc (2011–2014) |
| Thạc sĩ Phạm Quang Vinh (1957–)            | 2011–2018                     | Phạm Bình Minh                                | Thứ trưởng Bộ Ngoại giao                                                                                   | - Nguyên Tham tán Công sứ, Phó Trưởng Phái đoàn đại diện thường trực Việt Nam tại Liên Hợp Quốc (1996–1999) - Nguyên Đại sứ tại Thái Lan (2003–2007) - Nguyên Đại sứ tại Mỹ (2014–2018) |
| Thạc sĩ Nguyễn Phương Nga (1963–)          | 2011–2018                     | Phạm Bình Minh                                | Thứ trưởng Bộ Ngoại giao                                                                                   | - Nguyên Tham tán Công sứ tại Bỉ (2006–2007) - Nguyên Đại sứ, Trưởng Phái đoàn Đại diện thường trực Việt Nam tại Liên Hợp Quốc (2014–2018) - Nữ Thứ trưởng đầu tiên |
| Thạc sĩ Hà Kim Ngọc (1963–)                | 2013–2018 2022–2024           | Phạm Bình Minh Bùi Thanh Sơn                  | Thứ trưởng Bộ Ngoại giao                                                                                   | Nguyên Đại sứ tại Mỹ (2018–2022) |
| Thạch Dư (1957–)                           | 2014–2018                     | Phạm Bình Minh                                | Thứ trưởng Bộ Ngoại giao                                                                                   | Nguyên Đại sứ tại Campuchia (2014–2017) |
| Vũ Hồng Nam (1963–)                        | 2014–2018                     | Phạm Bình Minh                                | Thứ trưởng Bộ Ngoại giao                                                                                   | Nguyên Đại sứ tại Nhật Bản (2018–2022) |
| Đặng Minh Khôi (1964–)                     | 2014–2015 2019–2021           | Phạm Bình Minh                                | Thứ trưởng Bộ Ngoại giao                                                                                   | - Nguyên Đại sứ tại Trung Quốc (2015–2019) - Đại sứ tại Nga (2021–) |
| Phó Giáo sư, Tiến sĩ Đặng Đình Quý (1961–) | 2016–2022                     | Phạm Bình Minh                                | Thứ trưởng Bộ Ngoại giao                                                                                   | - Nguyên Tham tán Công sứ tại Mỹ (?–2007) - Nguyên Giám đốc Học viện Ngoại giao (2011–2016) - Nguyên Đại sứ, Trưởng Phái đoàn Đại diện Thường trực Việt Nam tại Liên Hợp Quốc (2018–2022) - Nguyên Chủ tịch luân phiên của Hội đồng Bảo an Liên Hợp Quốc (2020 và 2021)                                               |
| Thạc sĩ Nguyễn Bá Hùng (1961–)             | 2016–2024                     | Phạm Bình Minh Bùi Thanh Sơn                  | Thứ trưởng Bộ Ngoại giao                                                                                   | Đại sứ tại Lào (2016–) |
| Thạc sĩ Nguyễn Quốc Dũng (1964–)           | 2016–2022                     | Phạm Bình Minh Bùi Thanh Sơn                  | Thứ trưởng Bộ Ngoại giao                                                                                   | Đại sứ tại Mỹ (2022–) |
| Thạc sĩ Vũ Quang Minh (1964–)              | 2017–2018 2021–2022           | Phạm Bình Minh Bùi Thanh Sơn                  | Thứ trưởng Bộ Ngoại giao                                                                                   | - Nguyên Đại sứ tại Vương quốc Liên hiệp Anh và Bắc Ireland (2011–2014) - Nguyên Đại sứ tại Campuchia (2018–2021) - Đại sứ tại Đức (2022–) |
| Thạc sĩ Tô Anh Dũng (1964–)                | 2019–2022                     | Phạm Bình Minh Bùi Thanh Sơn                  | Thứ trưởng Bộ Ngoại giao                                                                                   | Nguyên Đại sứ tại Canada (2013–2016) |
| Tiến sĩ Nguyễn Minh Vũ (1976–)             | 2019–                         | Phạm Bình Minh Bùi Thanh Sơn                  | - Ủy viên dự khuyết Trung ương Đảng - Thứ trưởng Thường trực Bộ Ngoại giao                                 | Nguyên Tham tán Công sứ tại Trung Quốc (2011–2014) |
| Thạc sĩ Phạm Quang Hiệu (1975–)            | 2021–2023                     | Bùi Thanh Sơn                                 | Thứ trưởng Bộ Ngoại giao                                                                                   | - Nguyên Tham tán Công sứ, Phó Trưởng Phái đoàn Đại diện Thường trực Việt Nam tại Liên Hợp Quốc (2012–2015) - Đại sứ tại Nhật Bản (2023–) |
| Thạc sĩ Đặng Hoàng Giang (1977–)           | 2021–2022 2025–nay            | Bùi Thanh Sơn                                 | Thứ trưởng Bộ Ngoại giao                                                                                   | Đại sứ, Trưởng Phái đoàn Đại diện Thường trực Việt Nam tại Liên Hợp Quốc (2022–2025) |
| Thạc sĩ Lê Thị Thu Hằng (1972–)            | 2022–                         | Bùi Thanh Sơn                                 | Thứ trưởng Bộ Ngoại giao                                                                                   | - Nguyên Tham tán Công sứ tại Vương quốc Liên hiệp Anh và Bắc Ireland (2012–2015) - Nữ Thứ trưởng thứ hai |
| Thạc sĩ Đỗ Hùng Việt (1977–)               | 2022–2025                     | Bùi Thanh Sơn                                 | Thứ trưởng Bộ Ngoại giao                                                                                   | - Nguyên Tham tán Công sứ - Phó Trưởng Phái đoàn Đại diện Thường trực Việt Nam tại Liên Hợp Quốc - Nguyên Trợ lí Bộ trưởng Bộ Ngoại giao - Trưởng Phái đoàn Đại diện Thường trực Việt Nam tại Liên Hợp Quốc (2025–)                                                                                                   |
| Thạc sĩ Nguyễn Minh Hằng (1976–)           | 2023–                         | Bùi Thanh Sơn                                 | Thứ trưởng Bộ Ngoại giao                                                                                   | - Nguyên Trợ lí Bộ trưởng Bộ Ngoại giao - Nguyên Vụ trưởng Vụ Tổng hợp Kinh tế |
| Thạc sĩ Phạm Thanh Bình (1975–)            | 2024–2025                     | Bùi Thanh Sơn                                 | Thứ trưởng Bộ Ngoại giao                                                                                   | - Nguyên Tổng lãnh sự Việt Nam tại Nam Ninh (Trung Quốc) - Nguyên Vụ trưởng Vụ Đông Bắc Á, Bộ Ngoại giao - Đại sứ tại Trung Quốc (2025-nay) |
| Tiến sĩ Lê Anh Tuấn (1976–)                | 2025–                         | Bùi Thanh Sơn                                 | Thứ trưởng Bộ Ngoại giao                                                                                   | - Nguyên Phó Chủ nhiệm Ủy ban Đối ngoại của Quốc hội |
| Tiến sĩ Nguyễn Mạnh Cường (1973–)          | 2025–                         | Bùi Thanh Sơn                                 | Thứ trưởng Bộ Ngoại giao                                                                                   | - Nguyên Phó Trưởng ban Thường trực Ban Đối ngoại Trung ương |
| Thạc sĩ Ngô Lê Văn (1976–)                 | 2025–                         | Bùi Thanh Sơn                                 | Thứ trưởng Bộ Ngoại giao                                                                                   | - Nguyên Phó Trưởng Ban Đối ngoại Trung ương - Chủ nhiệm Ủy ban Công tác về các tổ chức phi chính phủ nước ngoài |